# Pedro Rebolledo (compositor)
Pedro Rebolledo (Ciudad de Panamá, 27 de abril de 1895 - 3 de octubre de 1963 en David, Chiriquí) fue un compositor y en algún momento trompetista panameño. 

## Biografía
Estudió con Julián Carrillo en México antes de regresar a Panamá; entre sus composiciones se encuentran varias obras para orquesta. Mostró un talento temprano para la trompeta. Integró la orquesta sinfónica del maestro Julián Carrillo, con la que realizó una gira por Estados Unidos. De regreso a Panamá la Unión Musical fundó los fines gremiales y esta entidad fue la iniciadora de la Segunda Orquesta Sinfónica Nacional. Fue Director de la Banda Republicana, Profesor de Armonía del Conservatorio Nacional de Música y Declamación. Sus composiciones son del género clásico, entre las que se encuentran: “Concierto para Clarinete”, “Rapsodia Interioranos”, “Sinfonía en Fa” y “Serenata Chiriquí”.